# پراگرسیو پاپ
پراگرسیو پاپ زیر سبکی از موسیقی پاپ و راک است که تلاش می‌کند استاندارد سبک پاپ را پیچیدگی پراگرسیو راک در آهنگسازی و استفاده از سازهای مختلف را در هم آمیزد. پراگرسیو پاپ در دهه‌های ۱۹۷۰ و ۱۹۸۰ در رادیو ای ام محبوب بود. پراگرسیو پاپ در آغاز با نام پروتو-پراگ نامیده می‌شد. از ویژگی‌های موسیقایی پراگرسیو پاپ می‌توان استفاده از گوش ربا همه پسند، استفاده از چندین سازهای مختلف، تغییر کلید و ریتم در آهنگسازی، استفاده از فرم‌های بزرگ‌تر و سمفونی را نام برد.

## کتابشناسی
- Lee, Edward (1970). Music of the People: A Study of Popular Music in Great Britain. Barrie & Jenkins. ISBN 978-0-214-66067-2.
- Stump, Paul (1997). The Music's All that Matters: A History of Progressive Rock. Quartet Books. ISBN 978-0-7043-8036-3.